# Atari VCS (2021)
Atari VCS (первоначально названная Ataribox) — игровая приставка, разработанная Atari, SA. 
Она была впервые представлена в июне 2017 года, а предварительные заказы начались 30 мая 2018 года. Приставка поступила в продажу в июне 2021 года, с предустановленными 100 ретроиграми, по цене 300$ и 400$ в комплекте с классическим джойстиком и геймпадом.
Хотя Atari VCS, главным образом, предназначена для запуска игр с Atari 2600 с помощью эмуляции, приставка управляется операционной системой на основе Linux, которая позволит пользователям загружать и устанавливать на нее другие совместимые игры.

## История
Компания Atari покинула рынок игровых приставок в 1996 году, после выпуска Atari Jaguar. С тех пор компания существует в различных формах, сохраняя права на интеллектуальную собственность бренда Atari. Atari предоставила лицензии на различные специализированные консоли Atari Flashback, выпущенные с 2004 года, но никогда не принимала непосредственного участия в их производстве.
Концепция Atari VCS появилась от Фиргал Мак Конулад, который присоединился к Atari и стал генеральным менеджером для контроля над выпуском Ataribox. Конулад сказал, что он был вдохновлен на создание подразделения после того, как увидел, что игроки подключают ноутбуки к телевизорам, чтобы играть в игры на большом экране, а затем используют социальные сети, чтобы общаться с друзьями. Он также видел, что в каталоге игр Atari было хорошее признание бренда. При создании приставки, он руководствовался тем, чтобы дизайн вызывал ностальгию по старым консолям Atari, но в то же время, чтобы приставка позволяла игрокам наслаждаться инди-играми без персонального компьютера. Разработчик процессоров AMD предоставил для него специальные компоненты. В то время как Atari принимал большинство решений на аппаратных средствах, они также были открыты для предложений поклонников Atari по эстетике устройства и другим визуальным особенностям.
Консоль в своем текущем исполнении будет функционировать как своего рода гибрид между домашней игровой консолью и игровым ПК. Конулад учел ошибки, приведшие к коммерческому провалу Ouya, похожей краудфандинговой консоли. Один из них заключался в том, чтобы использовать операционную систему Linux напрямую, а не через ограниченную версию, предлагаемую Android, чтобы предоставлять больше возможностей для разработчиков и пользователей. Конулад не хотел ограничивать то, что пользователи могли установить на устройстве: в то время как операционная система устройства будет иметь функцию магазина, он хотел, чтобы пользователи могли добавлять программное обеспечение любыми возможными способами. Конулад также хотел уклониться от проблем, с которыми столкнулись Valve's Steam Machines, которые предоставили минимальный набор спецификаций для оборудования. Вместо этого аппаратная конфигурация Ataribox останется фиксированной, контролируемой Atari.
В декабре 2017 года, незадолго до открытия предварительных заказов для Ataribox, Atari признал, что по-прежнему существует несколько вопросов, которые им необходимы для решения аппаратного обеспечения, и решили отложить предварительные заказы. В этот момент Майкл Арц, глава Atari Connected Devices, взял на себя производство, в то время как Конулад покинул Atari, хотя оба ранее координировали его разработку. По словам генерального директора Atari Фреда Чеснаиса, этот период дал им время на размышления о том, чего они хотели от Ataribox, и пересмотреть спецификации и аппаратное обеспечение подразделения, не жертвуя основными элементами системы Linux, которая могла бы запускать классические игры Atari наряду с новыми.
В декабре 2022 Atari решила свернуть производство консоли Atari VCS из-за упавших продаж и низкой востребованности.

## Анонс
Atari выпустила «тизерное» видео Ataribox в июне 2017 года во время E3, но не назвала никаких технических характеристик. Поскольку это последовало за выпуском Nintendo NES Classic Edition, специализированной консоли, которая поддерживала ряд предварительно загруженных игр Nintendo Entertainment System, журналисты полагали, что AtariBox была разработана, чтобы  играть в классические игры Atari на специальной платформе.
Дополнительная информация, опубликованная в сентябре 2017 года, предоставила больее подробную информацию о программном обеспечении, включая планы по использованию Linux, чтобы предоставить открытую платформу для установки другого совместимого программного обеспечения, а также про запланированный релиз во втором квартале 2018 года. Ожидалось, что стоимость консоли будет примерно от $ 249 до $ 299. В заявлении также говорится, что часть финансирования подразделения будет поступать из краудфандинг-кампании Indiegogo, которая должна быть запущена до конца 2017 года. Конулад сказал, что они выбрали Indiegogo для поддержки международной продажи и поддержки аппаратного обеспечения, включая тесные отношения с Arrow Electronics, компанией электронных компонентов, которая поддерживала прошлые проекты Indiegogo.
Предзаказы должны были начаться 14 декабря 2017 года, но Atari объявила о временной задержке в тот день, заявив, что «требуется больше времени для создания платформы и экосистемы, которую заслуживает сообщество Atari».
Во время GDC 2018 Atari объявила, что консоль будет называться Atari VCS. Предварительные заказы на консоль и контроллеры начались 30 мая 2018 года исключительно через Indiegogo, причем доставка ожидается в середине 2019 года; консоль была представлена в двух вариантах:с передней панелью из дерева (Collector's Edition) доступная только по предзаказу и полностью чёрную консоль (Onyx). Набор, состоящий из консоли и джойстика, стоил от 279 до 299 долларов США. В течение первого дня, проект Atari VCS набрал более 2 миллионов долларов США в предварительных заказах, намного превышающих ожидаемые 100 000 долларов США, которые были нужны для начала производства.
После нескольких задержек консоль должна была появиться в марте 2020 года, но снова была отложена из-за пандемии COVID-19.

## Технические характеристики

### Аппаратное обеспечение
Atari не называла точные спецификации Atari VCS, но заявляет, что она будет основана на процессоре AMD Raven Ridge и будет использовать графические технологии Radeon. На нижней стороне коробки Atari VCS написано, что там используется AMD Ryzen Embedded R1606G с частотой 2.6 ГГц и интегрированная видеокарта Radeon RX Vega 3. На фотографиях устройства, представленных в июле 2017 года, видны порты HDMI и USB, порт Ethernet и слот для SD-карт. Внешне консоль напоминает Atari 2600.
Конулад говорит, что они рассчитывают на аппаратное обеспечение, сопоставимое с персональным компьютером среднего класса 2017 года, достаточно мощным, чтобы запускать большинство игр, но не более поздние AAA-проекты.

### Программное обеспечение
Atari VCS будет управляться операционной системой на основе Linux. Программное обеспечение специально предназначено для открытого доступа, чтобы пользователи могли устанавливать другие Linux-совместимые приложения на Atari VCS наряду с предустановленными играми. Другие приложения, которые могут быть установлены, включают приложения для стриминга, музыкальные проигрыватели и веб-браузеры. В то время как Atari 2600 была игровой системой с картриджами, VCS не использует картриджи или оптические диски для игр, а позволяет игрокам загружать игры с внешних веб-сайтов или устанавливать их через носители данных, такие как SD-карты.
Atari заявила, что подразделение будет поставлять «тонны классических ретро-игр Atari, предварительно загруженных, и другие игры других компаний». Конулад заявил, что будут «сотни» игр Atari, а также множество ретро-игр из других каталогов.

### Аксессуары
Для управления будет использоваться «классический джойстик», основанный на одноконтактном дизайне джойстика Atari CX40, со светодиодной подсветкой и дополнительными кнопками для доступа к меню консоли, а также «современный контроллер», имеющий дизайн, характерный для большинства современных геймпадов. Также Atari позволит пользователям использовать свои собственные аксессуары, включая пульты, мыши и клавиатуры, микрофоны и внешние динамики.